# Webdriver Torso

Một slide Webdriver Torso điển hình.

Webdriver Torso là một tài khoản kiểm tra hiệu suất tự động của YouTube đã trở nên nổi tiếng vào năm 2014 vì những suy đoán về bản chất (khi đó không giải thích được) của kênh và những trò đùa có trong một số video.
Được tạo bởi Google vào ngày 3 tháng 7 năm 2013, kênh bắt đầu đăng video vào ngày 23 tháng 9 cùng năm, với các slide đơn giản kèm theo tiếng bíp. Webdriver Torso đã được công chúng chú ý vào năm 2014 khi nó trở thành nguồn suy đoán cho những người xem và ghi nhận ba video không điển hình có chứa các trò đùa. Nó được xem là một bí ẩn phổ biến cho đến khi YouTube thừa nhận rằng kênh này được sử dụng cho mục đích thử nghiệm nội bộ. Kênh đã ngừng đăng video với tốc độ tương tự sau khi có 624.774 video tính đến ngày 4 tháng 5 năm 2017. Kênh đăng một vài video nữa từ tháng 5 đến tháng 10 năm 2018, tháng 7 và 10 năm 2019, 22 tháng 11 năm 2021, 3 tháng 5 năm 2022 và 4 video nữa vào năm 2023.

## Video
Từ ngày 30 tháng 9 năm 2016 đến ngày 31 tháng 10 năm 2019, kênh đã đăng lên tổng cộng 624,774 video. Tần suất đăng video là từ 1 đến 15 phút, nhưng đôi khi lên đến 1 tiếng. Kênh đã ngừng tải lên vào ngày 4 tháng 5 năm 2017 nhưng đã tiếp tục tải lên vào ngày 18 tháng 5 năm 2018 cho đến khi tạm dừng bốn ngày sau đó. Tính đến thời điểm hiện tại, video mới nhất do Webdriver Torso tải lên là vào ngày 25 tháng 4 năm 2025.
Ngoại trừ ba video không điển hình, tất cả video theo tiêu chuẩn được miêu tả như sau: đa số các video dài 11 giây, nhưng một số video dài 1 phút, 5 phút hoặc 25 phút. Các video của Webdriver Torso bao gồm các slide dài tầm 1 giây. Mỗi slide có một hình nền trắng, với hai hình chữ nhật xanh dương và đỏ. Cả hai có vị trí, kích thước và hình thái ngẫu nghiên trên slide. Khi hai hình chồng lên nhau, hình đỏ luôn ở trên hình xanh dương. Mỗi slide có một tông ngẫu nghiên tạo bởi máy tính. Trong góc của mỗi video, nó ghi "aqua.flv - slide (số slide với bốn đơn vị)". Các video đầu của kênh có tiêu đề là "aqua", sau đó chuyển sang "tmp", một từ viết tắt cho "bản mẫu" (template) hoặc "tạm thời" (temporary), theo sau là một dãy ký tự ngẫu nghiên. Mặc dù vậy, có một số video không tuân theo kiểu đặt tiêu đề này, chẳng hạn như một số tiêu đề có để cách và video dài 25 phút có tiêu đề "the".

### Các video bất thường
Kênh có ba video không tuân theo các tiêu chuẩn bình thường. Một trong số chúng có tiêu đề "tmpRkRL85" (có lẽ là viết tắt của "Temporary RickRoll 1985" hoặc "Template Rickroll 1985"), phát bình thường cho đến khi hình chữ nhật màu đỏ trở thành hình của Rick Astley đang nhảy (liên quan đến hiện tượng Rickrolling) trong nửa sau của video. Video "00014" của kênh là một đoạn phim tua nhanh thời gian được ghi lại ở Paris cho thấy tháp Eiffel được thắp sáng vào ban đêm. Ở cuối video, máy quay được hạ xuống, để lộ trang Facebook của Webdriver Torso được hiển thị trên một màn hình máy tính. Video "0.455442373793", chỉ có thể xem được ở Pháp, yêu cầu thanh toán 1,99 euro để xem và chỉ được thanh toán bằng thẻ tín dụng của Pháp. Video này chiếu một tập phim hoạt hình người lớn của Mỹ Aqua Teen Hunger Force lồng tiếng Tây Ban Nha.

## Easter egg

Logo Webdriver Torso của Google.

Khi "Webdriver Torso" được tìm trên Google, logo của Google sẽ nhìn giống một video của Webdriver Torso. Tuy nhiên, nếu Google Doodle đang chạy, đôi khi nó sẽ không xuất hiện.